# Wrethov
Anderz Wrethov (ur. 11 kwietnia 1979) – szwedzki piosenkarz i autor tekstów. Łączy własną karierę artystyczną z pisaniem i produkowaniem piosenek dla innych wykonawców.
Twórca singla „One Love One Goal” – oficjalnej piosenki Mistrzostw Świata w Piłce Nożnej Kobiet 2011.

## Życiorys
Dorastał w południowej Szwecji ze starszą siostrą, z którą współtworzy piosenki. Kiedy miał siedem lat, zaczął grać na gitarze, zainspirowany nagraniem swojego ojca z Dianą Ross i The Supremes. Dwa lata później dostał fortepian dziadka i zaczął codziennie grać, a także pisać piosenki.
Po ukończeniu Musikhögskolan w Malmö, gdzie studiował grę na gitarze, pianinie i śpiew, dokonał pierwszego nagrania jako producent i autor piosenek. Niedługo później przeniósł się z domowego studia do jednego z największych szwedzkich kompleksów studio – RoastingHouse Studio, a także wydawnictwa muzycznego. Wraz z ekipą RoastingHouse rozpoczął międzynarodową karierę, wylansował kilka hitów w Skandynawii, Wielkiej Brytanii i Niemczech. Przez lata z powodzeniem nagrywał płyty jako producent i autor piosenek dla wykonawców, takich jak Mohombi, Marcus & Martinus, Arash, Margaret, Medina, Günther and the Sunshine Girls, Bobby Farrell, Boney M., Samantha Fox, Carlito, David Lindgren, Måns Zelmerlöw, Eleni Foureira i John Lundvik. Jego nazwisko stało się znane w Japonii, gdy pisał dla największych gwiazd J-popu – Arashi, KAT-TUN, Tackey & Tsubasa czy Super Junior.
W 2010 zadebiutował jako piosenkarz i zrealizował swój pierwszy singiel –„Runaway”. Jego utwór „Teeny Weeny String Bikini” pojawił się w dramacie Pożegnanie Falkenberg (Farväl Falkenberg, 2006), a piosenka „Guld och gröna skogar” znalazła się w jednym z odcinków miniserialu Delhis vackraste händer – pt. The Break Up (2017).

## Single
- 2010: „Runaway” (wyd. RoastingHouse)
- 2011: „One Love One Goal”
- 2012: „One Life” (feat. Kase)
- 2013: „Break Down” (feat. Kase)
- 2013: „Kings of the World” (feat. Kase)
- 2014: „Live Forever” (feat. Gromee; wyd. Big Blind Music)
- 2015: „In Memories” (z Avengers: Age of Ultron)